# Chaillé-les-Marais
Chaillé-les-Marais – miejscowość i gmina we Francji, w regionie Kraj Loary, w departamencie Wandea.
Według danych na rok 1990 gminę zamieszkiwały 1553 osoby, a gęstość zaludnienia wynosiła 39 osób/km² (wśród 1504 gmin Kraju Loary Chaillé-les-Marais plasuje się na 394. miejscu pod względem liczby ludności, natomiast pod względem powierzchni na miejscu 144.).